# Revolução Valaquiana

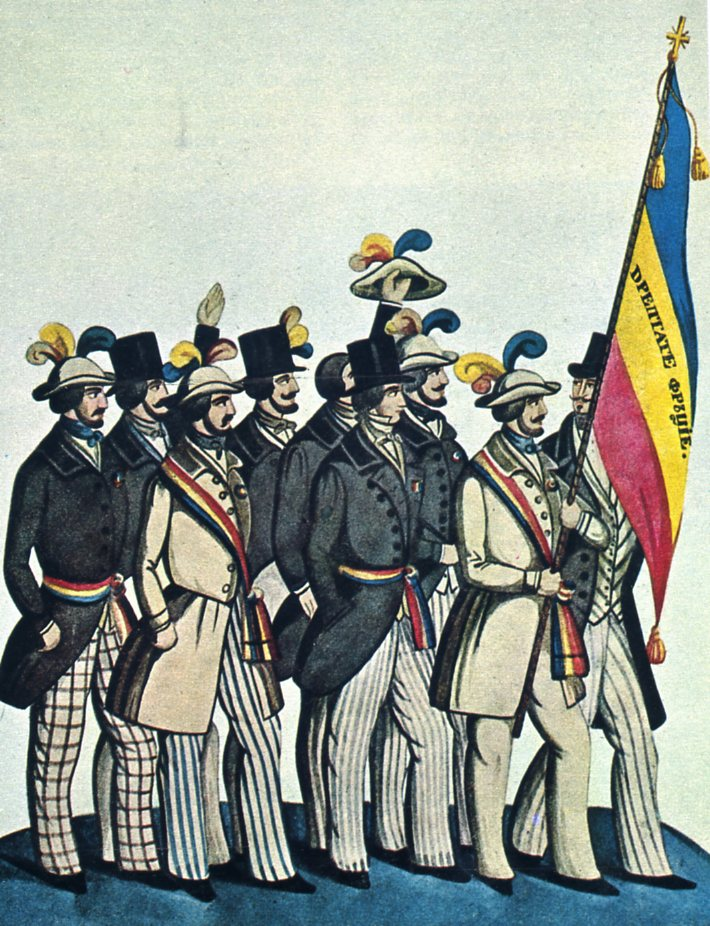
Pessoas em Bucareste durante os eventos de 1848, carregando a bandeira tricolor romena, por Costache Petrescu

A Revolução Valáquia de 1848 foi uma revolta liberal e nacionalista romena no Principado da Valáquia. Parte das Revoluções de 1848, e intimamente ligado à revolta fracassada no Principado da Moldávia, procurou derrubar a administração imposta pelas autoridades imperiais russas sob o regime orgânico Regulamentul, e, através de muitos de seus líderes, exigiu a abolição do privilégio boiardo. Liderado por um grupo de jovens intelectuais e oficiais da milícia valaquiana, o movimento conseguiu derrubar o príncipe governante Gheorghe Bibescu, a quem substituiu por um governo provisório e uma regência, e aprovar uma série de grandes reformas progressistas, anunciadas na Proclamação de Islaz.
Apesar de seus rápidos ganhos e apoio popular, o novo governo foi marcado por conflitos entre a ala radical e forças mais conservadoras, especialmente sobre a questão da reforma agrária. Dois golpes abortados sucessivos foram capazes de enfraquecer o governo, e seu status internacional sempre foi contestado pela Rússia. Depois de conseguir reunir um certo grau de simpatia dos líderes políticos otomanos, a Revolução foi finalmente isolada pela intervenção de diplomatas russos e reprimida por uma intervenção comum dos exércitos otomano e russo, sem qualquer forma significativa de resistência armada. No entanto, na década seguinte, a realização de seus objetivos foi possível graças ao contexto internacional, e os ex-revolucionários se tornaram a classe política original na Romênia unida.